# سیارک ۲۰۳۳۱
سیارک ۲۰۳۳۱ (به انگلیسی: 20331 Bijemarks، نامگذاری:1998HH45) بیست هزار و سیصد و سی و یکمین سیارک کشف شده‌است که در ۲۰ آوریل ۱۹۹۸ کشف شد.
قدر مطلق سیارک برابر ۱۷.۰ است.